# Envivas Krankenversicherung
Die Envivas Krankenversicherung AG ist eine hundertprozentige Tochtergesellschaft der Generali Deutschland Holding AG mit Sitz in Köln.

## Produkte
Das Unternehmen richtet sich ausschließlich an in der Techniker Krankenkasse gesetzlich Versicherte, denen es private Zusatzversicherungen wie Auslandskrankenversicherungen, Zahnzusatzversicherungen, oder Pflege-Zusatzversicherungen anbietet. Die Vertriebskooperation mit der Techniker Krankenkasse wurde durch eine entsprechende Gesetzesänderung in der Gesundheitsreform 2004 ermöglicht.

## Kennzahlen
Im Jahr 2022 versicherte die Envivas ca. 1,7 Mio. Personen und erzielte Beitragseinnahmen von 128 Millionen Euro.

## Struktur
Die Envivas beschäftigt keine eigenen Mitarbeiter. In Funktionsausgliederungs- und Dienstleistungsverträgen wurden sämtliche Arbeiten der Generali Deutschland Holding AG und deren Mitarbeitern übertragen.